# Claude-Antoine Dussort
Claude-Antoine Dussort, né le 8 avril 1855 à Dagneux dans l'Ain et mort le 11 mars 1922 également à Dagneux, est un peintre français.

## Origines
Il est le fils de Dominique Dussort et de Jeanne-Marie Blochet.

## Carrière
Il entre en 1872 à École des Beaux-Arts de Lyon où il est élève de Jean-Marie Reignier. À partir de 1879, il expose régulièrement à Lyon. Il a peint des paysages et des natures mortes à l'huile, à la gouache et à l'aquarelle. Il a également séjourné dans la ville de Londres qui lui a inspiré quelques toiles et des dessins sur soierie.